# Bloomington, Indiana
Bloomington este un oraș universitar din SUA, reședință a comitatului Monroe, situat în regiunea de sud a statului american Indiana. Conform recensământului din 2000, populația orașului era de 69.291 de locuitori, iar zona metropolitană avea o populație de 175.506.
Bloomington găzduiește Universitatea Indiana. Înființată în 1820, ea are aproximativ 40.000 de studenți și este primul și cel mai mare campus al sistemului universitar Indiana. În 1991, artistul peisagist Thomas Gaines a publicat cartea The Campus As a Work of Art, în care a afirmat despre campusul din Bloomington că este unul dintre cele mai frumoase cinci din Statele Unite. Majoritatea clădirilor din campus sunt construite din calcar de Indiana.
În Bloomington se află și Școala Universitară de Afaceri Publice și de Mediu Indiana, Școala Universitară de Drept Maurer Indiana - Bloomington, celebra Școală de Muzică Jacobs, Școala de Afaceri Kelley, Institutul Kinsey, Școala Universitară Indiana de Optometrie și Institutul de Radioterapie cu Protoni Midwest.
Bloomington a fost numit Tree City timp de peste 20 de ani. Orașul a fost locul acțiunii filmului Breaking Away, laureat al Premiilor Academiei Americane de Film, în care este prezentată și cursa anuală de ciclism Little 500. Bloomington este cunoscut și pentru carierele sale de piatră, folosite de localnici ca bazine de înot.
1. ↑  2010 U.S. Gazetteer Files, accesat în 9 iulie 2020